# Amfimerícids
Els amfimerícids (Amphimerycidae) són una família extinta de mamífers artiodàctils classificats entre els tilòpodes o entre els remugants que visqueren a l'Europa occidental entre l'Eocè i l'Oligocè inferior, fa entre 28,4 i 41,3 milions d'anys. Se n'han trobat restes fòssils a Espanya, França i Suïssa. Eren artiodàctils menuts de musell allargat i aspecte semblant al dels conills (amb els quals no estaven directament emparentats). Tenien les dents de tipus selenodont i potes similars a les dels cérvols. Havien perdut els dits laterals. Aquests caràcters són adaptacions a un estil de vida corredor.